# Carson Branstine
Carson Branstine (Irvine, 9 de septiembre de 2000) es una jugadora de tenis canadiense-estadounidense. 
Alcanzó su mejor ranking  el 30 de enero de 2017 en el puesto No. 989. Ganó el Abierto de Australia y Roland Garros durante el 2017 en  la modalidad de dobles júnior junto con Bianca Andreescu. Branstine representó a Estados Unidos durante el periodo de 2014 a febrero de 2017, pero comenzó a representar a Canadá, el país de nacimiento de su madre, en marzo de 2017.

## Biografía
Branstine nació en Irvine, California , de padre estadounidense, Bruce, y madre canadiense, Carol Freeman, de Toronto .Tiene dos hermanas mayores, Cassidy y Constance, que juegan al tenis universitario. Su primo Freddie Freeman es primera base de béisbol profesional y MVP de Los Ángeles Dodgers  de las Grandes Ligas de Béisbol (MLB).Carson comenzó a jugar al tenis a los 7 años. Tras pasar unos años entrenando en la USTA, Branstine aceptó una oferta de Tennis Canada para entrenar en el Centro Nacional de Entrenamiento de Montreal, a partir de octubre de 2016.

## Títulos WTA (0; 0+0)

### Dobles (0)
| Leyenda                    |
| -------------------------- |
| Grand Slam (0)             |
| Juegos Olímpicos (0)       |
| WTA Tour Championships (0) |
| Premier Mandatory (0)      |
| Premier 5 (0)              |
| Premier (0)                |
| International (0)          |

#### Finalista (1)
| N.º | Fecha                    | Torneos | Superficie | Pareja           | Oponentes en la final         | Resultado |
| --- | ------------------------ | ------- | ---------- | ---------------- | ----------------------------- | --------- |
| 1.  | 17 de septiembre de 2017 | Quebec  | Dura (i)   | Bianca Andreescu | Tímea Babos Andrea Hlaváčková | 3-6, 1-6  |